# Język yankunytjatjara
Język yankunytjatjara (MAF: [jankuɲcacaɾa]) – język australijski należący do rodziny języków pama-nyugańskich. Używany jest w Australii Południowej. W 2021 mówiło nim 600 osób. Yankunytjatjara jest bardzo podobny do języka pitjantjatjara. Młodzież często zapożycza słowa z pitjantjatjara i angielskiego.